# Терно-д'Ізола
Терно-д'Ізола (італ. Terno d'Isola) — муніципалітет в Італії, у регіоні Ломбардія, провінція Бергамо.
Терно-д'Ізола розташоване на відстані близько 490 км на північний захід від Рима, 37 км на північний схід від Мілана, 11 км на захід від Бергамо.
Населення — 8014 осіб (2014).
Щорічний фестиваль відбувається 8 травня. Покровитель — святий Віктор.

## Демографія
Населення за роками:

Станом на 1 січня 2023 року в муніципалітеті офіційно проживало 1009 іноземців з 61 країни, серед них 254 громадяни країн Євросоюзу та 21 громадянин України.

## Сусідні муніципалітети
- Бонате-Сопра
- Калуско-д'Адда
- Карвіко
- Кіньоло-д'Ізола
- Мапелло
- Медолаго
- Сотто-іль-Монте-Джованні-XXIII